# Igreja de São Lázaro (Macau)
O primeiro edifício erguido neste local foi a Ermida de Nossa Senhora de Esperança, mais popularmente chamada de Igreja de São Lázaro, e esta foi construída entre 1557 e 1560. É uma das três igrejas mais antigas de Macau. D. Belchior Carneiro Leitão estabeleceu uma leprosaria perto desta igreja católica para atender os leprosos. A este hospício foi dado o nome de São Lázaro, o protector dos leprosos. Esta leprosaria foi transferido em 1882 para a ilha de D. João e em 1947 para Coloane (ver Igreja de Nossa Senhora das Dores).
Quando a Diocese de Macau foi fundada em 1576, a Igreja de S. Lázaro era então a Catedral da Diocese, mas devido ao desenvolvimento da cidade, cujo centro passou para a Avenida Almeida Ribeiro, a Igreja da Sé passou a ser, em 1623, a nova Catedral. Apesar de ter deixado de ser a Catedral da Diocese, os católicos chineses viviam naquela área, sendo por isso um importante centro de evangelização cristã.
A actual Igreja de S. Lázaro, construída em pedra, foi edificada em 1885/1886. Em 1956, a fachada principal neoclássica e assimétrica encimada por um frontão foi revestida com "shanghai plaster". No frontão estão gravadas as 3 virtudes teologais: fé, esperança e caridade. No ano de 1970 foi renovado o altar-mor, sobressaindo 2 colunas salomónicas. O interior da igreja é composto por duas naves. Nesta igreja existe uma estátua do santo protector das epidemias - São Roque - cuja festa, celebrada mais de 200 anos, é celebrada anualmente no segundo Domingo de Julho. No adro, à entrada, ergue-se a Cruz da Esperança da capela original.
Ela é a igreja matriz da Paróquia de São Lázaro, que é historicamente associada à comunidade católica chinesa de Macau.